# 高铼酸镓
高铼酸镓是一种无机化合物，化学式为Ga(ReO4)3，存在无水物和多种水合物。

## 制备
将镓在高铼酸中于50~55 °C进行阳极溶解，用硫酸干燥，可以得到水合物晶体[Ga(H2O)6(ReO4)3]·2H2O。无水物则可由氧化镓和七氧化二铼在450 °C反应得到。

## 化学性质
高铼酸镓在300 °C以上分解，生成七氧化二铼和氧化镓：
2 Ga(ReO4)3 → 3 Re2O7 + Ga2O3